# Кристиан Фридрих фон Мансфелд-Хинтерорт
Кристиан Фридрих фон Мансфелд-Хинтерорт (на немски: Christian Friedrich von Mansfeld-Hinterort; * 18 октомври 1615 в Хедерслебен; † 20 декември 1666 в Хедерслебен, днес в Айзлебен) от род Мансфелд-Хинтерорт е граф и господар на Мансфелд.
Той е вторият син на граф Фридрих Кристоф фон Мансфелд-Хинтерорт (1564 – 1631) и съпругата му графиня Агнес фон Еверщайн–Масов (1584 – 1626), дъщеря на граф Волфганг II фон Еверщайн–Масов (1538 – 1592) и графиня Анна фон Липе (1551 – 1614).
Брат е на Ернст Лудвиг (1615 – 1666), граф на Мансфелд-Хинтерорт-Хелдрунген, Йохан Албрехт (1615 – 1634) и на Мария Сибила (1608 – 1642), омъжена за фрайхер Йохан Хайнрих фон Шьонбург-Ремзе (1589 – 1651).
Кристиан Фридрих фон Мансфелд-Хинтерорт е знаменосец във войската на крал Густав II Адолф от Швеция.
Той умира бездетен на 20 декември 1666 г. на 51 години в Хедерслебен в Саксония-Анхалт и е погребан в църквата „Св. Ана“ в Айзлебен. Собствеността на фамилията Хинтерорт отива на линията Фордерорт.

## Фамилия
Кристиан Фридрих фон Мансфелд-Хинтерорт се жени на 8 март 1649 г. в Щернберг в Мекленбург за графиня Мария Елизабет фон Липе-Детмолд (* 6 май 1611; † 12/13 декември 1667), дъщеря на граф Симон VII фон Липе-Детмолд (1587 – 1627) и графиня Анна Катарина фон Насау-Висбаден (1590 – 1622), дъщеря на граф Йохан Лудвиг I фон Насау-Висбаден-Идщайн (1567 – 1596) и Мария фон Насау-Диленбург (1568 – 1632). Те нямат деца.